# Hetaerina mendezi
Hetaerina mendezi – gatunek ważki z rodziny świteziankowatych (Calopterygidae). Występuje na terenie Ameryki Południowej.